# Hydrobiosidae
Hydrobiosidae (лат.) — семейство ручейников подотряда Annulipalpia.

## Распространение
Наибольшее разнообразие видов отмечено в Южном полушарии (Австралия, Южная Америка). Центральная Америка. Палеарктика. Юго-восточная Азия. В России 1 род и 1 вид. На сегодня в составе семейства описано восемь ископаемых видов, древнейшие находки происходят из средней юры Китая.

## Описание
Среднего размера ручейники, крылья имеют размах 11—30 мм. Крылья узкие, длинные. Нижнечелюстные щупики самок и самцов состоят из 5 члеников, в нижнегубных щупиках по 3 членика у обоих полов. Число шпор на передних, средних и задних ногах чаще равно 1(2), 4 и 4 соответственно. Личинки живут на дне водоёмов; свободные хищники.

## Систематика
2 подсемейства и около 50 родов.
Подсемейство Apsilochoreminae Neboiss, 1977
- Allochorema
- Apatanodes
- Apsilochorema
- Isochorema
- Neopsilochorema

Подсемейство Hydrobiosinae Ulmer, 1905
- Триба Hydrobiosini
  - Amphichorema
  - Androchorema
  - Atopsyche
  - Atrachorema
  - Australobiosis
  - Austrochorema
  - Cailloma
  - Clavichorema
  - Costachorema
  - Edpercivalia
  - Ethochorema
  - Heterochorema
  - Hydrobiosis
  - Hydrochorema
  - Iguazu
  - Ipsebiosis
  - Koetonga
  - Megogata
  - Metachorema
  - Microchorema
  - Neoatopsyche
  - Neochorema
  - Neurochorema
  - Parachorema
  - Poecilochorema
  - Pomphochorema
  - Pseudoradema
  - Psilochorema
  - Ptychobiosis
  - Rheochorema
  - Schajovskoya
  - Stenochorema
  - Synchorema
  - Tanjilana
  - Tanorus
  - Taschorema
  - Traillochorema
  - Ulmerochorema
  - Xanthochorema
- Триба Psyllobetini
  - Allobiosis
  - Moruya
  - Psyllobetina
  - Tiphobiosis